# Świerki (Nowa Ruda)

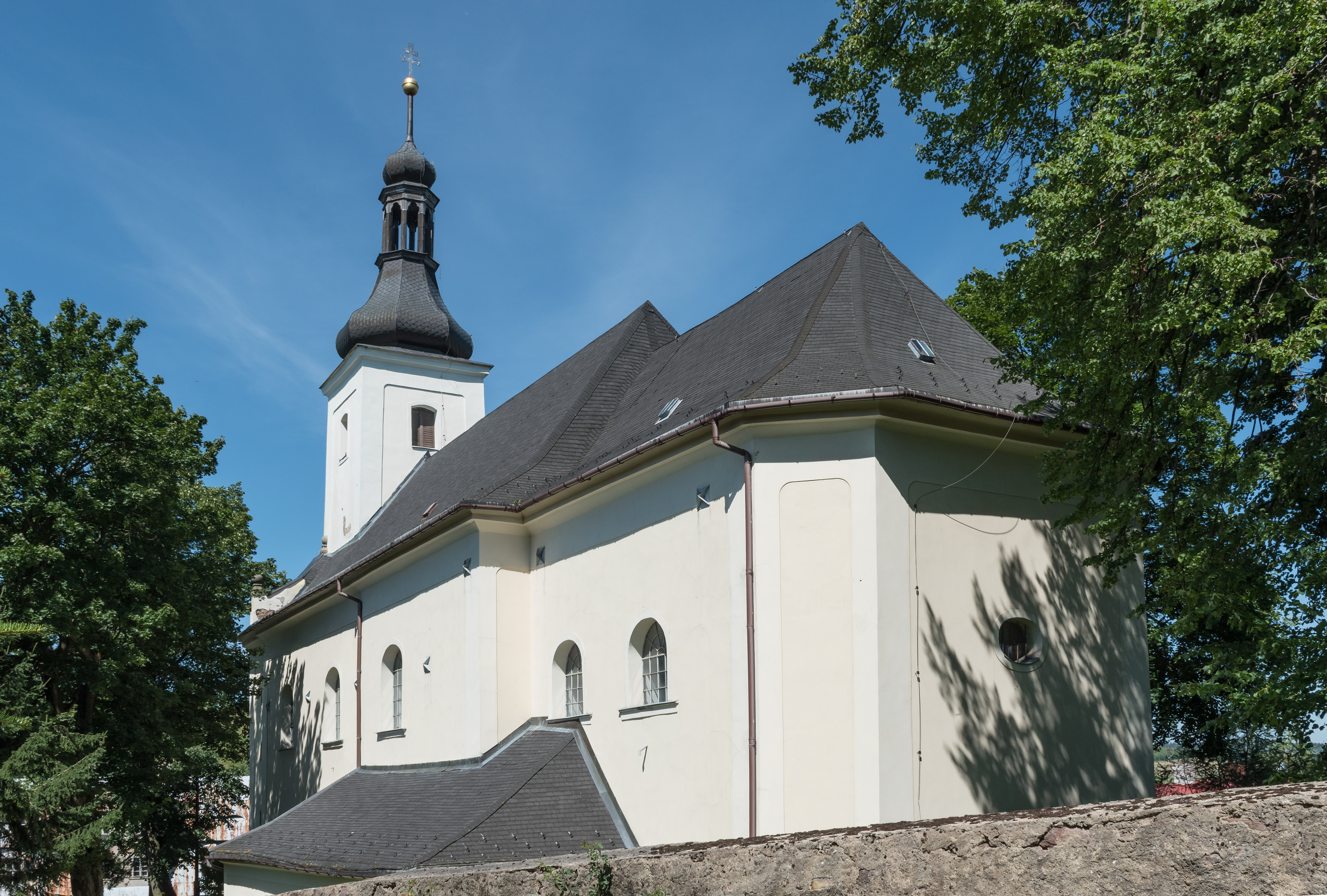
St. Nikolaus in Świerki

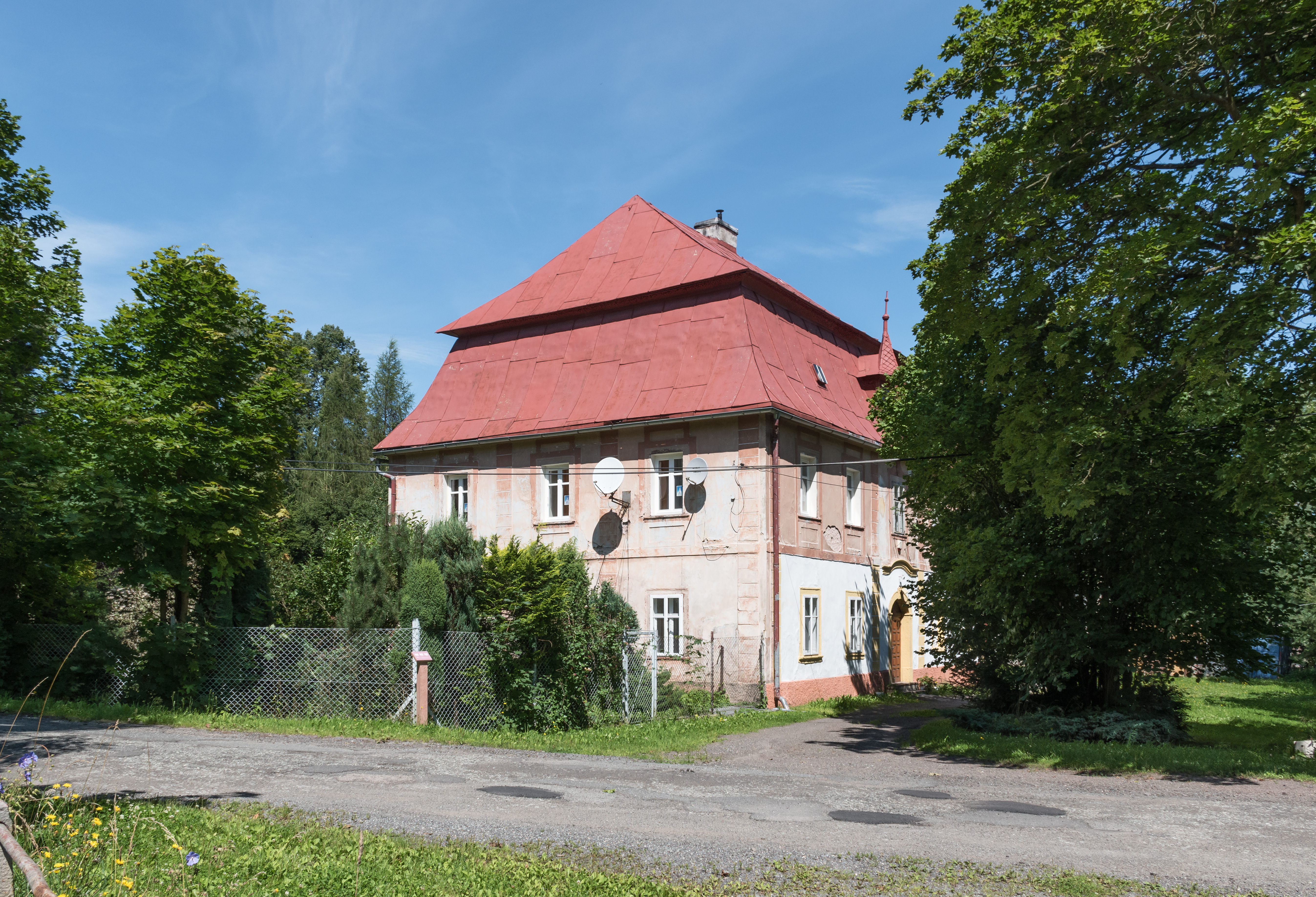
Pfarrhaus in Świerki

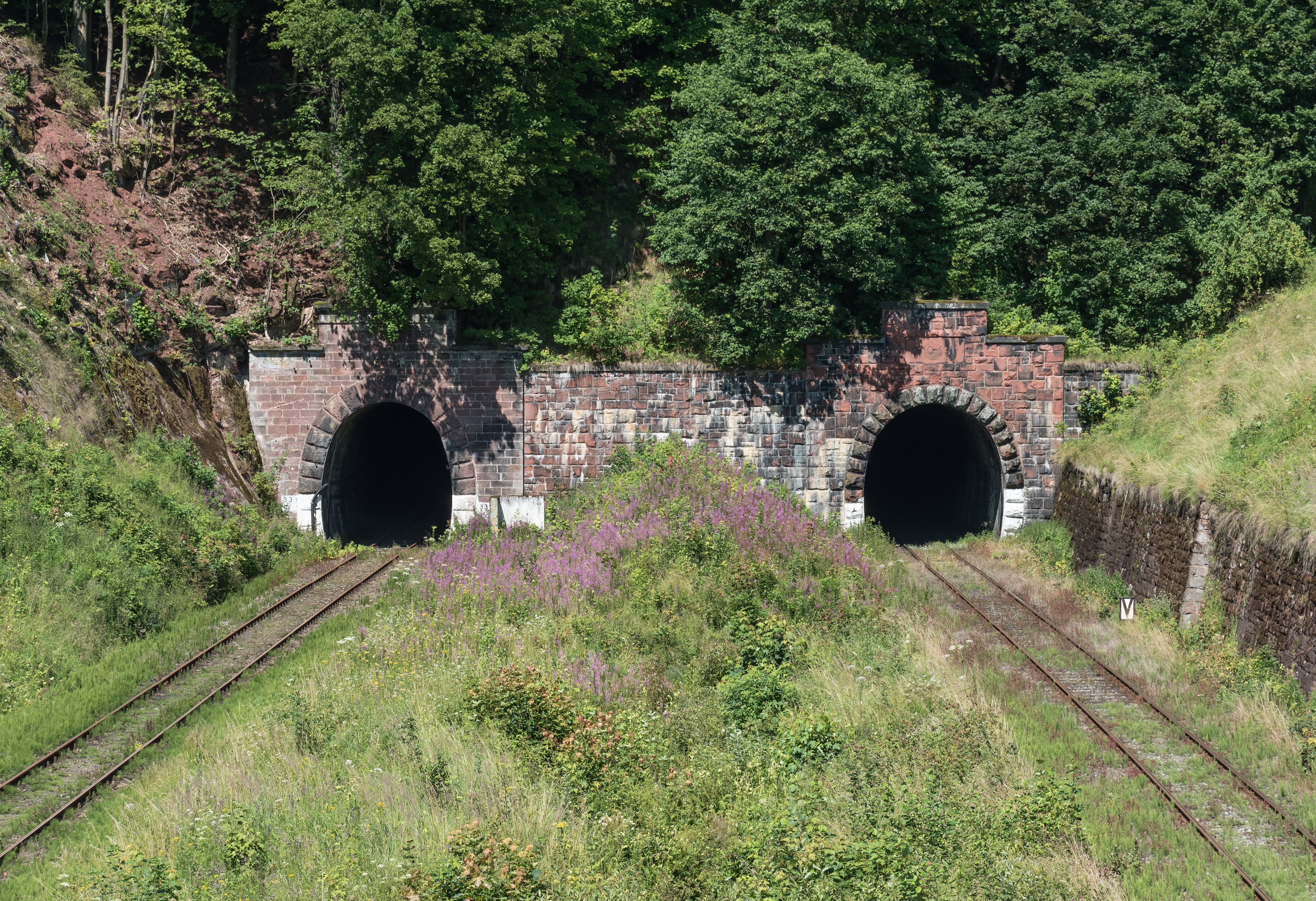
Eisenbahntunnel

Świerki (deutsch: Königswalde), tschechisch Kralovice ist ein Ort in der Landgemeinde Nowa Ruda im Powiat Kłodzki der Woiwodschaft Niederschlesien in Polen. Es liegt acht Kilometer nordwestlich von Nowa Ruda (Neurode).

## Geographie
Świerki gehört geographisch zum Glatzer Kessel, an dessen Nordwestrand es liegt. Nordöstlich erhebt sich der 758 m hohe Königswalder Spitzberg (polnisch Góra Włodzicka). Nachbarorte sind Sierpnice (Rudolfswaldau) im Norden, Sokolec (Falkenberg) im Nordosten, Ludwikowice Kłodzkie (Ludwigsdorf) im Osten, Krajanów (Krainsdorf) und Dworki (Vierhöfe) im Süden sowie Bartnica (Beutengrund) und Głuszyca (Wüstegiersdorf) im Norden. Jenseits der Landesgrenze liegen die tschechischen Dörfer  Šonov (Schönau) und Rožmitál (Rosental) im Südwesten sowie Benešov (Straßenau) und Janovičky (Johannesberg) im Nordwesten.

## Geschichte
Königswalde gehörte zum Neuroder Distrikt im Glatzer Land und lag nahe an der Grenze zum Fürstentum Schweidnitz. Erstmals erwähnt wurde es 1352 unter der Bezeichnung „Kunigswalde“, als Hans Wustehube die Herrschaft Neurode, zu der es gehörte, dem Hensel von Donyn und dessen Brüder verkaufte. Der Verkauf wurde vom Landesherrn, dem böhmischen Landesherrn Karl IV. im Jahre 1360 bestätigt. Als dieser Zweig der Burggrafen Donyn (Dohna) 1465 in männlicher Linie erlosch, gelangte Königswalde an Georg Stillfried-Rattonitz. Bei dessen Nachkommen verblieb es bis Anfang des 19. Jahrhunderts, als Anton Alexander von Magnis auf Eckersdorf die Besitzungen erwarb. Einen eigenen Anteil bildete das Freirichtergut, das seit Mitte des 15. Jahrhunderts nachgewiesen ist und die Bezeichnung „Heidelberg“ trug.
Nach dem Ersten Schlesischen Krieg 1742 und endgültig nach dem Hubertusburger Frieden 1763 kam Königswalde zusammen mit der Grafschaft Glatz an Preußen. Nach der Neugliederung Preußens gehörte es seit 1815 zur Provinz Schlesien, die in Landkreise aufgeteilt wurde. 1816–1853 war der Landkreis Glatz, 1854–1932 der Landkreis Neurode zuständig. Nach dessen Auflösung 1933 gehörte Königswalde bis 1945 wiederum zum Landkreis Glatz. 1939 wurden 1556 Einwohner gezählt.
Als Folge des Zweiten Weltkriegs wurde Königswalde 1945 wie der größte Teil Schlesiens unter polnische Verwaltung gestellt und zunächst in Lesisk und 1946/47 in Świerki umbenannt. Die deutsche Bevölkerung wurde, soweit sie nicht schon vorher geflohen war, 1945/46 weitgehend vertrieben. Die neu angesiedelten Bewohner waren teilweise Zwangsumgesiedelte aus Ostpolen, das an die Sowjetunion gefallen war. 1975–1998 gehörte Świerki zur Woiwodschaft Wałbrzych (Waldenburg). Die römisch-katholische Pfarrei Świerki gehört seit 1992 zum Bistum Świdnica (Schweidnitz).

## Sehenswürdigkeiten
- Die Pfarrkirche St. Nikolaus (Kościół św. Mikołaja) wurde 1748 an der Stelle einer früheren Kirche errichtet im Stil des Barock errichtet und stilgleich eingerichtet.
- Der nordöstlich gelegene 1100 Meter lange Tunnel wurde für die Eisenbahnstrecke Wałbrzych–Kłodzko (Waldenburg – Glatz) gebaut.
- Kapelle im aufgelassenen Ortsteil Granicznik (Markgrund).

## Persönlichkeiten
- Arnold Tölg (1934–2024), deutscher Politiker (CDU)